# Oued Chaaba
Pour les articles homonymes, voir Chaaba.
Oued Chaaba (Lambiridi dans l’Antiquité, et Victor-Duruy durant la période coloniale), est une commune de la wilaya de Batna en Algérie, située à 10 km au sud-est de Batna. Elle fut aussi nommée Chaabat Ouled Chellih et constitue la proue occidentale du massif du Belezma.

## Géographie

### Situation
Le territoire de la commune d'Oued Chaaba est situé au centre de la wilaya de Batna.
| Hidoussa  | Oued El Ma              | Batna                   |
| Hidoussa  | Oued Chaaba             | Batna, Tazoult          |
| Aïn Touta | Ben Foudhala El Hakania | Ben Foudhala El Hakania |

### Localités de la commune
La commune d'Oued Chaaba est composée de 12 localités :
- Amara
- Bouarous
- Braka
- Douar Berahal
- El Meradj
- Guedjati
- Hamla El Biar
- Koudiat
- Lambiridi, chef-lieu de la commune
- Mediaza
- Ouled Chelih
- Tichad Tghaghet

## Histoire

### Époque coloniale française
Par décret du 28 décembre 1915, le centre de colonisation Oued Chaaba qui se trouve dans la commune mixte d'Aïn-Touta, prend le nom de Victor-Duruy.

#### Guerre d'Algérie
En 14 juin 1955, quinze personnes ont été brûlées vives dans la ferme Benabid, en représailles à l'exécution par des militants, dirigés par Mohamed Tahar Abidi dit El Hadj Lakhdar, d'un colon nommé Jacques Vianes.

### Époque contemporaine

#### Évènements tragiques
Le soir du 27 août 2008, cinq militaires et deux gardes communaux ont été tués dans une embuscade tendue par un groupe armé sur la route menant à Merouana dans la forêt d'Adahri mené par l'émir Leslous. Le 23 décembre 2009, les douze coupables impliques dans ces evenements sont condamnés à la peine capitale par le tribunal criminel près la cour de Batna.

## Population
La population locale est en majorité formée des Ouled Chlih[réf. nécessaire].

### Pyramide des âges
| Hommes | Classe d’âge | Femmes |
| ------ | ------------ | ------ |
| 0,17   | 85 ans et +  | 0,18   |
| 0,28   | 80 à 84 ans  | 0,37   |
| 0,43   | 75 à 79 ans  | 0,47   |
| 0,59   | 70 à 74 ans  | 0,86   |
| 0,93   | 65 à 69 ans  | 0,87   |
| 1,17   | 60 à 64 ans  | 0,86   |
| 1,93   | 55 à 59 ans  | 1,58   |
| 1,89   | 50 à 54 ans  | 2,4    |
| 2,25   | 45 à 49 ans  | 2,25   |
| 2,69   | 40 à 44 ans  | 2,43   |
| 3,1    | 35 à 39 ans  | 3,22   |
| 3,99   | 30 à 34 ans  | 3,72   |
| 5,31   | 25 à 29 ans  | 5,76   |
| 6      | 20 à 24 ans  | 5,86   |
| 5,64   | 15 à 19 ans  | 5,31   |
| 4,7    | 10 à 14 ans  | 4,45   |
| 3,95   | 5 à 9 ans    | 3,94   |
| 5,11   | 0 à 4 ans    | 5,31   |
| 0,01   | nd           | 0      |

| Hommes | Classe d’âge | Femmes |
| ------ | ------------ | ------ |
| 0,18   | 85 ans et +  | 0,2    |
| 0,31   | 80 à 84 ans  | 0,28   |
| 0,52   | 75 à 79 ans  | 0,51   |
| 0,69   | 70 à 74 ans  | 0,72   |
| 0,84   | 65 à 69 ans  | 0,86   |
| 0,93   | 60 à 64 ans  | 0,94   |
| 1,53   | 55 à 59 ans  | 1,45   |
| 1,9    | 50 à 54 ans  | 1,92   |
| 2,36   | 45 à 49 ans  | 2,47   |
| 2,68   | 40 à 44 ans  | 2,78   |
| 3,03   | 35 à 39 ans  | 3,12   |
| 3,77   | 30 à 34 ans  | 3,76   |
| 4,89   | 25 à 29 ans  | 4,7    |
| 5,85   | 20 à 24 ans  | 5,69   |
| 6,01   | 15 à 19 ans  | 5,78   |
| 5,28   | 10 à 14 ans  | 5,06   |
| 4,5    | 5 à 9 ans    | 4,32   |
| 5,19   | 0 à 4 ans    | 4,93   |
| 0,02   | nd           | 0,03   |

## Administration et politique

### Instances judiciaires et administratives
À Boukaabane est implanté le premier établissement pénitentiaire algérien en milieu ouvert, réalisé dans le cadre de la réforme de la justice. l’établissement est destiné à recevoir des détenus en fin de peine, ayant prouvé leur bonne conduite, et qui sont près d'accomplir des activités productives.

## Personnalités liées à Oued Chaaba
- Benflis Touhami dit Si Belgacem né le 14 juin 1900 à Ouled Chelih[10].
- Mohamed Tahar Abidi, aussi connu sous le nom de El Hadj Lakhdar, est un révolutionnaire algérien né en 1916 au village de Ouled Chlih à Oued Chaaba.
- Mostéfa Merarda, dit Bennoui, est un commandant de la zone 1 dans les Aurès par intérim durant la guerre d'Algérie né le 21 août 1928.